# Muthabin
Muthabin (tiếng Ả Rập: موثبين; phiên âm: Mūʿtabīn, cũng đánh vần là Mothabeen) là một ngôi làng ở miền nam Syria, một phần hành chính của Tỉnh Daraa, nằm ở phía đông bắc của Daraa thuộc quận al-Sanamayn. Các địa phương lân cận bao gồm Ghabaghib ở phía bắc, al-Masmiyah ở phía đông, Jabab ở phía đông nam, Bassir ở phía nam, al-Sanamayn ở phía tây nam và Deir al-Bukht ở phía tây. Theo Cục Thống kê Trung ương Syria (CBS), Muthabin có dân số 2.351 trong cuộc điều tra dân số năm 2004.
Muthabin bắt nguồn từ thời cổ đại, đã được đề cập trong các văn bản Syriac tiền Hồi giáo.